# Chetoneura cavernae
Chetoneura cavernae är en tvåvingeart som beskrevs av Donald Henry Colless 1962. Chetoneura cavernae ingår i släktet Chetoneura och familjen platthornsmyggor. Inga underarter finns listade i Catalogue of Life.